# Francisco Fleta Polo
Francisco Fleta Polo   (Barcelona, 25 de setembre de 1931) és un violista i compositor català. La seva carrera musical va començar estudiant en el Conservatori Superior Municipal de Música de Barcelona, es va graduar en els títols superiors de viola, violí i trompeta. També va cursar els estudis de Composició i direcció d'Orquestra.
Al llarg de la seva formació va tenir diferents professors destacats en les seves especialitats, a continuació podem observar alguns exemples: al grau elemental de violí a Enrique Ribo, en el grau superior a Eduard Toldrà, al novè i desè curs a Francisco Costa. També va ser alumne de Zamacois i Montsalvatge i finalment va estudiar instrumentació i direcció d'orquestra amb Pich Santasusana.
Va començar la seva carrera professional tocant la trompeta en festes majors, teatres, hotels... A continuació des del 1961 al 1964 va formar par de les orquestres Simfòniques del Gran Teatre del Liceu tocant la viola. Tot i així com el sou que obtenia no era gaire elevat va complementar els seus ingressos tocant en casaments i misses. A partir de l'any següent i fins al 1969 va formar part de l'orquestra Simfònica de la RTVE i a partir de 1970 de l'Orquestra ciutat de Barcelona. També en aquest any va aconseguir la plaça de catedràtic de viola en el Conservatori Superior Municipal de Música de Barcelona, que va exercir durant vint-i-cinc anys. Està jubilat del seu lloc de feina però encara es dedica a la composició.
El seu estil es divideix en tres etapes diferents. Una primera sota la influencia de la música nacionalista espanyola, que s'estén fins als trenta anys aproximadament. El compositor va destruir la majoria de els seves obres d'aquesta etapa ja que les considerava obres d'aprenentatge. Una segona etapa influenciada pel dodecafonisme i una última etapa en la que el compositor ha desenvolupat un estil propi.
L'any 1962 va aconseguir el premi de final de carrera amb la viola.